# Sankerib
Sankerib (akkadisk: Sîn-ahhī-erība, latin: Sancharibus) var konge i Assyrien 704-681 f.Kr. Han gjorde Nineve til sit imperiums hovedstad efter  Assur. Han udkæmpede flere store slag, blandt andet i Juda, hvor han belejrede Jerusalem. Sankerib lod opføre store og pragtfulde bygninger. Tegl fundet i  assyriske landområders grus bærer indskrifter, som beretter om hans virke på disse steder.
Sankerib er nævnt i Anden Krønikebog kapitel 2 i Bibelen som den assyriske konge, som belejrede Jerusalem under kong Hizkijas regering, men som blev stoppet ved Guds indgriben. De samme begivenheder er beskrevet fra Sankribs perspektiv på Sankeribs prisme (prismeformet lertavle med kileskrift).
Sankerib førte også krig mod Elam og ødelagde dets byer. Elamiterne gjorde modangreb og ødelagde assyrisk område.
Sankerib blev myrdet af to af sine sønner Adrammelek og Sareser ved et tempelbesøg og fulgtes af sin yngste søn Esarhaddon.